# Heinz Michallik
Heinz Michallik (* 21. Juli 1947 in Hamm) ist ein ehemaliger deutscher Fußballspieler. Er wurde sowohl in der Abwehr als auch im Mittelfeld eingesetzt.

## Karriere
Michallik begann seine Karriere beim Herringer SV und spielte ab 1967 im Seniorenbereich für die DJK Gütersloh, mit der er zwei Meisterschaften feiern und über die Verbandsliga in die Regionalliga aufsteigen konnte. Michalliks gute Leistungen blieben auch dem Bundesligisten Borussia Mönchengladbach nicht verborgen. Zur Saison 1971/72 wechselte Michallik zur Borussia und bestritt in drei Spielzeiten insgesamt 39 Ligaspiele. Ein Tor wollte dem zweikampfstarken Abwehrspieler dabei nicht gelingen. 1973 wurde Michallik mit seiner Mannschaft DFB-Pokalsieger. Im gleichen Jahr unterlag Borussia Mönchengladbach dem FC Liverpool in den beiden Finalspielen um den UEFA-Pokal. Michallik kam dabei im Hinspiel im Liverpooler Stadion Anfield über 90 Minuten zum Einsatz. Im Rückspiel wurde er nicht eingesetzt.
1974 wechselte Michallik zum FC Augsburg in die 2. Bundesliga Süd. Dort absolvierte er in vier Spielzeiten zumeist als Mittelfeldspieler 113 Ligaspiele, in denen er ein Tor erzielen konnte. In Augsburg spielte Michallik unter anderem mit dem ehemaligen Nationalspieler Helmut Haller zusammen. Nach seiner Zeit in Augsburg beendete Michallik seine Profi-Karriere und schloss sich 1978 dem Amateur-Verein TSV Neusäß an, bei dem er 1984 endgültig aufhörte.

## Privates
2004 war Michallik Mitbegründer der „Urmel Kinderkrebshilfe“, für die er sich auch heute noch erfolgreich engagiert. Die „Urmel Kinderkrebshilfe“ konnte bereits vielen Familien, in denen ein leukämiekrankes Kind lebt, Unterstützung bieten. Ebenso ist Michallik Repräsentant des Vereins „Wir für Vereine“, der Clubs und Spielern in Deutschland finanzielle und personelle Sicherheit geben möchte. Michallik war Besitzer der Diskothek „Försterkeller“, die bis zu ihrer Schließung als älteste Diskothek Bayerns galt. Ebenso betrieb er einen Automatenaufstellbetrieb und einen Sportshop.